# Diana Al-Hadid
Diana Al-Hadid (* 1981 in Aleppo, Syrien) ist eine syrisch-amerikanische Bildhauerin. Sie ist bekannt für ihre Werke aus Schichten von Stahl, Gips, Karton, Wachs und Farbe, die Bezüge zur westeuropäischen und islamischen Mythologie enthalten.

## Leben und Werk
Al-Hadid wuchs in Cleveland auf, wohin sie im Alter von 5 Jahren mit ihrer Familie aus Syrien eingewandert war. An der Kent State University erhielt sie 2003 einen Bachelor of Fine Arts in Bildhauerei und einen Bachelor of Art in Kunstgeschichte. 2005 erwarb sie einen Master of Fine Arts in Bildhauerei von der Virginia Commonwealth University und 2007 besuchte sie die Skowhegan School of Painting and Sculpture.
Sie verwendet für ihre Arbeiten industrielle Materialien wie Fiberglas, Polymer, Stahl und Gips. Sie experimentiert mit Materialien wie Bienenwachs, Gips und Polymeren, die sie mit Fiberglas und versteckten Stahlgerüsten verstärkt, damit die entstehenden Skulpturen schwerelos erscheinen. Sie schafft Skulpturen, Wandreliefs und Arbeiten auf Papier und verarbeitet Erzählungen, die sowohl von alten als auch von modernen Zivilisationen inspiriert sind. Al-Hadid nutzt die Spannung zwischen Masse und Schwerkraft aus und interessiert sich besonders für den Punkt, an dem ihre Werke am Boden befestigt sind. In ihren Arbeiten bezieht sie sich auch auf das antike Rom, die Renaissance oder die Malerei des Manierismus.
Delirious Matter war 2018 ihre erste Freiluftinstallation im Madison Square Park. Ein traditionelleres Beispiel von Al-Hadids Werk zeigte 2018 das Bronx Museum of the Arts 2018 in einer Schwesterausstellung mit dem Titel Delirious Matter, in deren Mittelpunkt die Skulptur Nolli's Orders stand.
2019 wurde sie von MTA Arts & Design beauftragt, eine dauerhafte Installation von zwei Wandgemälden für die Zwischengeschosse der U-Bahn-Haltestelle 34th Street Penn Station zu erstellen. The Arches of Old Penn Station ist ein impressionistisches Werk mit fließenden Linien und türkisfarbenen Fliesen, das an das Gebäudes aus dem Jahr 1910 erinnert, das vom Architekturbüro McKim, Mead and White entworfen wurde. The Arc of Gradiva basiert auf dem literarischen Werk des deutschen Autors Wilhelm Jensen. Die beiden Wandgemälde mit den Titeln The Arches of Old Penn Station und The Arc of Gradiva wurden mit den CODAawards ausgezeichnet.
Sie ist Mitglied des Beirat des Institute for Contemporary Art an der Virginia Commonwealth University in Richmond.

## Auszeichnungen (Auswahl)
- 2009: Rockefeller Fellow[8]
- 2010: Nucci Award, University of South Florida Graphicstudio, Tampa
- 2010: Nimoy Foundation Award to support artist residency at USF Institute for Research in Art
- 2011: Grant for Painters & Sculptors, Joan Mitchell Foundation, Grant for Painters & Sculptors
- 2019: Humanitarian Coalition Member for USA for United Nations Commissionor for Refugees (UNHCR)
- 2020: Arts and Letters Awards in Art, American Academy of Arts and Letters[9][10]
- 2021: Fellow des Smithsonian Artist Research Fellowship Program für Studien an der Freer Gallery of Art[11]

## Einzelausstellungen (Auswahl)
- 2007: Record of a Mortal Universe, Perry Rubenstein Gallery, New York City
- 2008: Reverse Collider, Perry Rubenstein Gallery, New York City
- 2010: Hammer Projects: Water Thief, Armand Hammer Museum of Art, Los Angeles
- 2011: Diana Al-Hadid: Water Thief, Nevada Museum of Art, Reno
- 2011: Sightings: Diana Al-Hadid, Nasher Sculpture Center, Dallas
- 2023: Women, Bronze, and Dangerous Things, Kasmin, New York[12]
- 2023: The Tower of Infinite Problems, Sammlung Philara, Düsseldorf
- 2024: NVG Triennial, Melbourne[13]

## Sammlungen
- Art in Embassies, Art Collection of the United States Embassy, Pristina, Kosovo
- DeCordova Museum and Sculpture Park, Lincoln (Massachusetts)
- Hood Museum, Dartmouth, Hanover (New Hampshire)
- Mathaf, Arabisches Museum für moderne Kunst in Doha
- Museum of Fine Arts, Houston, Texas
- Nationales Museum für Zeitgenössische Kunst, Athen
- San José Museum of Art, San José, Kalifornien
- Sawtooth Botanical Garden, Ketchum
- Sheldon Museum of Art, Lincoln (Nebraska)
- Speed Art Museum, Louisville (Kentucky)
- Toledo Museum of Art, Toledo, Ohio
- Virginia Museum of Fine Arts, Richmond
- Weatherspoon Art Museum, University of North Carolina at Greensboro, Greensboro
- Whitney Museum of American Art, New York[14]

## Veröffentlichungen (Auswahl)
- Diana Al-Hadid – the Fates. Secession. Revolver, 2014, ISBN 978-3-95763-015-5.